# Культурная мозаика
Культурная мозаика (фр. la mosaïque culturelle) — концепция смешения этнических групп, языков и культур, которые сосуществуют в одном обществе, сохраняя свои отличительные черты. Концепция культурной мозаики предлагает форму мультикультурализма, отличающуюся от других концепций, таких как «плавильный котёл» и «салатница», которые часто используют для описания предполагаемого идеала ассимиляции в Соединенных Штатах. Канадское статистическое агентство подготовило этнокультурный профиль страны, в которым говорится о том, что в самом начале 21 века нация стала ещё более многонациональной и мультикультурной. В введении доклада это явление описывается следующим образом:
Иммиграция в Канаду за последние 100 лет сформировала Канаду в её сегодняшнем виде, каждая новая волна иммигрантов вносила свой вклад в этническую и культурную композицию нации. Полвека назад большинство иммигрантов прибывали из Европы, а в настоящее время большинство приезжают из Азии. В результате, количество существующих этнических меньшинств в Канаде растет. Так, канадцы разделились на более 200 этнических групп, когда отвечали на вопрос об этническом происхождении во время переписи населения 2001 года, что отражает разнообразную, богатую культурную мозаику нации, входящей в новое тысячелетие.

## Происхождение и использование термина
Виктория Хэйворд описывала культурные изменения канадских прерий как «мозаику» уже в 1920-х годах:
«Новые канадцы, представители многих стран и отдаленных частей старой Европы, внесли свой вклад в разнообразие церковной архитектуры провинции. Восточные купола и своды, почти турецкие, возвышаются над верхушками кленов или прибрежными кустами провинции Манитоба. Эти архитектурные фигуры ландшафта имеют не только религиозное значение, а также являются своеобразными культурными центрами, в которых по воскресеньям каждый имеет возможность послушать шведскую музыку, наполненное и низкое русское пение; а также посмотреть вблизи на виртуозность, с которой были адаптированы интерьеры этих церквей, перенесенных с Востока на Запад… Это, действительно, мозаика огромных размеров и ширины, которая подвергается испытаниям в прериях».
Ещё одно раннее упоминание термина «мозаика», применительно к канадскому обществу, можно найти в книге Джона Мюррей Гиббона, опубликованной в 1938 году — «Канадская мозаика». Гиббон явно не одобрял применение американской концепции плавильного котла. Он рассматривал плавильный котёл в качестве процесса, который побуждал иммигрантов и их потомков отказываться от связей со своими странами и культурами происхождения для того, чтобы ассимилироваться в американский образ жизни. В 1965 году Джон Портер опубликовал свое социологическое исследование, впоследствии оказавшее сильное влияние на науку — «Вертикальная мозаика: анализ социальных классов и власти в Канаде». Книга Портера показала, что некоторые группы (например, британского происхождения) оказались в лучшем положении в отношении мер дохода, образования и здравоохранения, чем другие. Например, группы восточного и южного европейского происхождения, как правило, были менее обеспечены по этим критериям. В самом же худшем положении были канадские индейцы (первые нации) и инуиты. Портер рассмотрел это вертикальное расположение слоев как имеющее отношение к власти и принятию решений. Таким образом, иммигранты британского происхождения, как правило, перепредставлены (чрезмерно представлены) среди элит в правительстве, экономической и политической сферах. Результаты исследований Портера были протестированы в нескольких исследованиях с 1965 года и были немного изменены. Например, экономическое неравенство между этническими группами несколько сократилось, и Франкофоны уже лучше представлены в политике и правительстве. Тем не менее, в социально-экономических элитах в Канаде все ещё доминируют люди британского происхождения.

## Критика
Теория культурной мозаики не избежала критики. Некоторые эксперты, такие как Джеффри Симпсон из «Globe and Mail» и профессор журналистики карлтонского университета Эндрю Коэн утверждают, что идеи плавильного котла и культурной мозаики являются воображаемыми концепциями, кроме того, существует мало измеримых доказательств того, что одна американская или канадская группа мигрантов может быть более или менее «ассимилированной» и «мультикультурной», чем другая. Многие консервативные активисты в Канаде остаются критически настроенными к мультикультурализму как к «официальной» государственной политике.

#### Плавильный котёл, Салатница
Концепция «Плавильного котла» или «плавильного тигеля», предлагающая описание этнического развития как «смешения», «сплавления» культурных и национальных черт народов была популярна в США в XX веке. Однако данная модель активно критиковалась сторонниками мультикультурализма,, которые предложили другие концепции, с помощью которых можно описать общество, членами которого являются представители различных культур или этносов: салатница, калейдоскоп, культурная мозаика. На смену «плавильного котла» пришла более политкорректная концепция «Салатницы», основное отличие которой заключается в том, что этносы не лишаются своей идентичности, культуры не смешиваются, теряя свои отличительные черты, а образуют неоднородную культуру, сохраняя свои особенности, подобно ингредиентам салата. Данная концепция распространена в Канаде под названием «Культурная мозаика».

## Влияние на политику мультикультурализма
С начала 20-го века Канада стала одним из крупнейших в мире обществ, принимающих иммигрантов. До 1960-х годов считалось, что иммигранты должны ассимилироваться в основное общество. Появившись во время социальных потрясений, работа Джона Портера оказала заметное влияние на канадскую социальную политику. Видение Канады как мозаики культур стало основой для разработки политики мультикультурализма правительства Трюдо в начале 1970-х годов. В 1971 году правительство Канады издало Акт о канадском многокультурализме, который был и остается единственным подобным документом в мире, а также назначило министра, ответственного за мультикультурализм в 1972 году. В 1973 году был создан Совет канадского мультикультурализма, а также отделение мультикультурализма в Департаменте государственного секретаря.

#### Закон о вещании
В 1991 году в Канаде был принят «Закон о вещании», целью которого провозглашается сохранение культурного разнообразия Канады, что приведет к укреплению её экономических, политических и социальных структур. Данный закон охватывает три сферы: политику вещания Канады, регулирующие полномочия Канадской комиссии по радио- и телевещанию и телекоммуникациям (CRTC), процедуры и политику канадской радиовещательной корпорации. Весь раздел № 3 посвящен отражению культурного разнообразия в политике вещания каналов: «Программирование и возможности трудоустройства должны удовлетворять потребности и интересы всех канадцев и отражать их различное материальное положение».